# Chaucer (Chesterton)
(G. K. Chesterton, Chaucer, I. La grandezza di Chaucer.)
Chaucer (Chaucer) è un saggio dello scrittore inglese G. K. Chesterton, pubblicato per la prima volta nel 1932. In esso Chesterton traccia un profilo di Geoffrey Chaucer e della sua opera principale, I racconti di Canterbury, ponendolo in contatto con il contesto della società del tempo e le divise e diverse forze che agitavano l'Inghilterra e l'Europa del XIV secolo.
Con quest'opera Chesterton intende liberare Chaucer dalla fama di scrittore polveroso e obsoleto, che può interessare solo pochi appassionati di antica letteratura, per mostrare invece il suo carattere popolare e spesso più vicino al sentire degli umili che a quello degli intellettuali.

## Indice

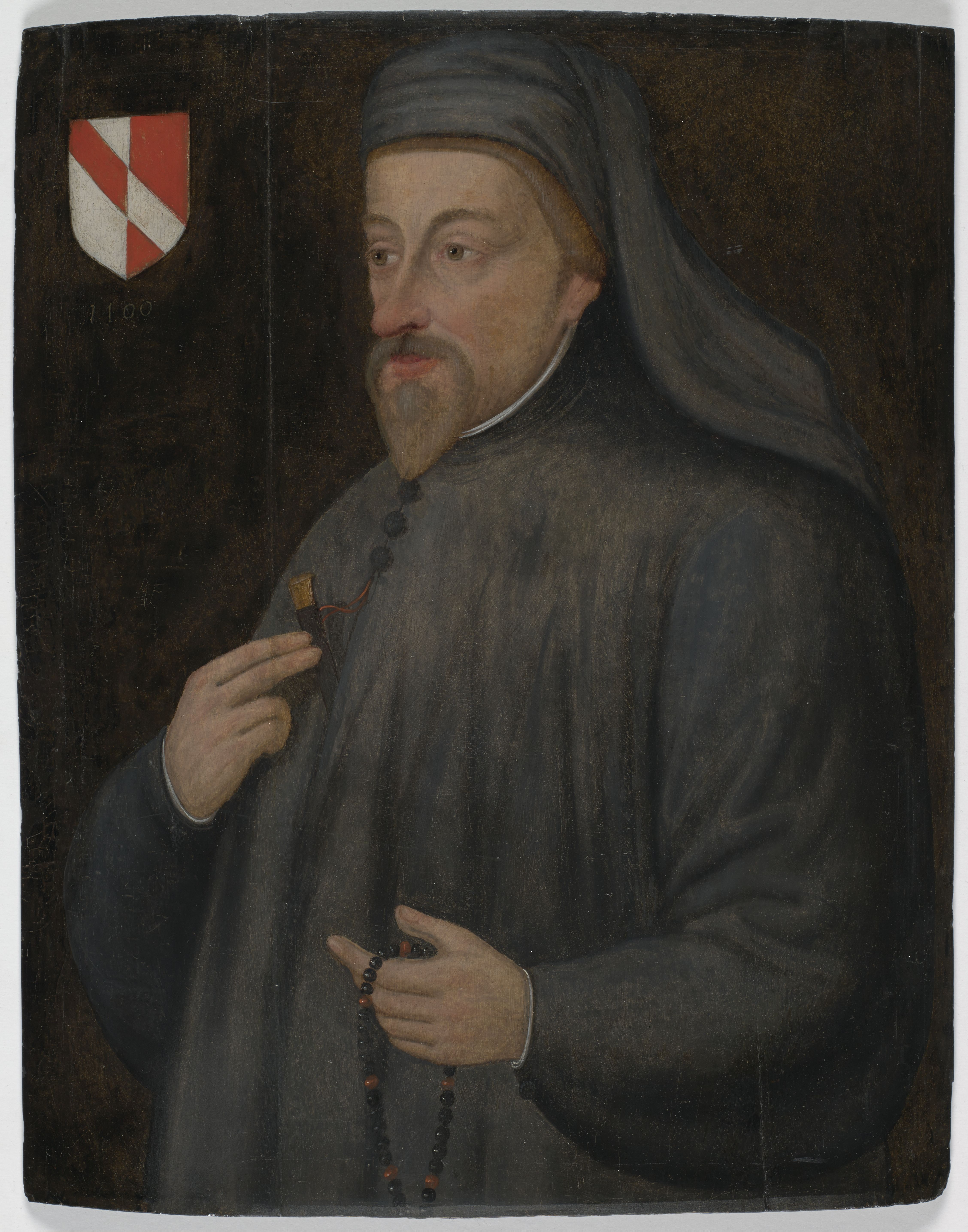
Ritratto di Chaucer del XVII secolo.

## Edizioni
- G. K. Chesterton, Il racconto del mondo. Chaucer e il medioevo, traduzione di Annalisa Teggi, Torino, Lindau, 2012, ISBN 978-88-6708-005-2.